# Chiesa dell'Addolorata e dell'Esaltazione della Santa Croce
La chiesa dell'Addolorata e dell'Esaltazione della Santa Croce (in ceco Kostel Panny Marie Sedmibolestné a Povýšení svatého Kříže) è un luogo di culto cattolico a Pod Cvilínem, quartiere di Krnov, comune del Distretto di Bruntál, nella Regione di Moravia-Slesia, Repubblica Ceca. La sua parrocchia appartiene alla diocesi di Ostrava-Opava, suffraganea dell'arcidiocesi di Olomouc. L'edificio, che è meta di pellegrinaggio, risale al XIX secolo e viene considerato un monumento culturale nazionale.

## Storia

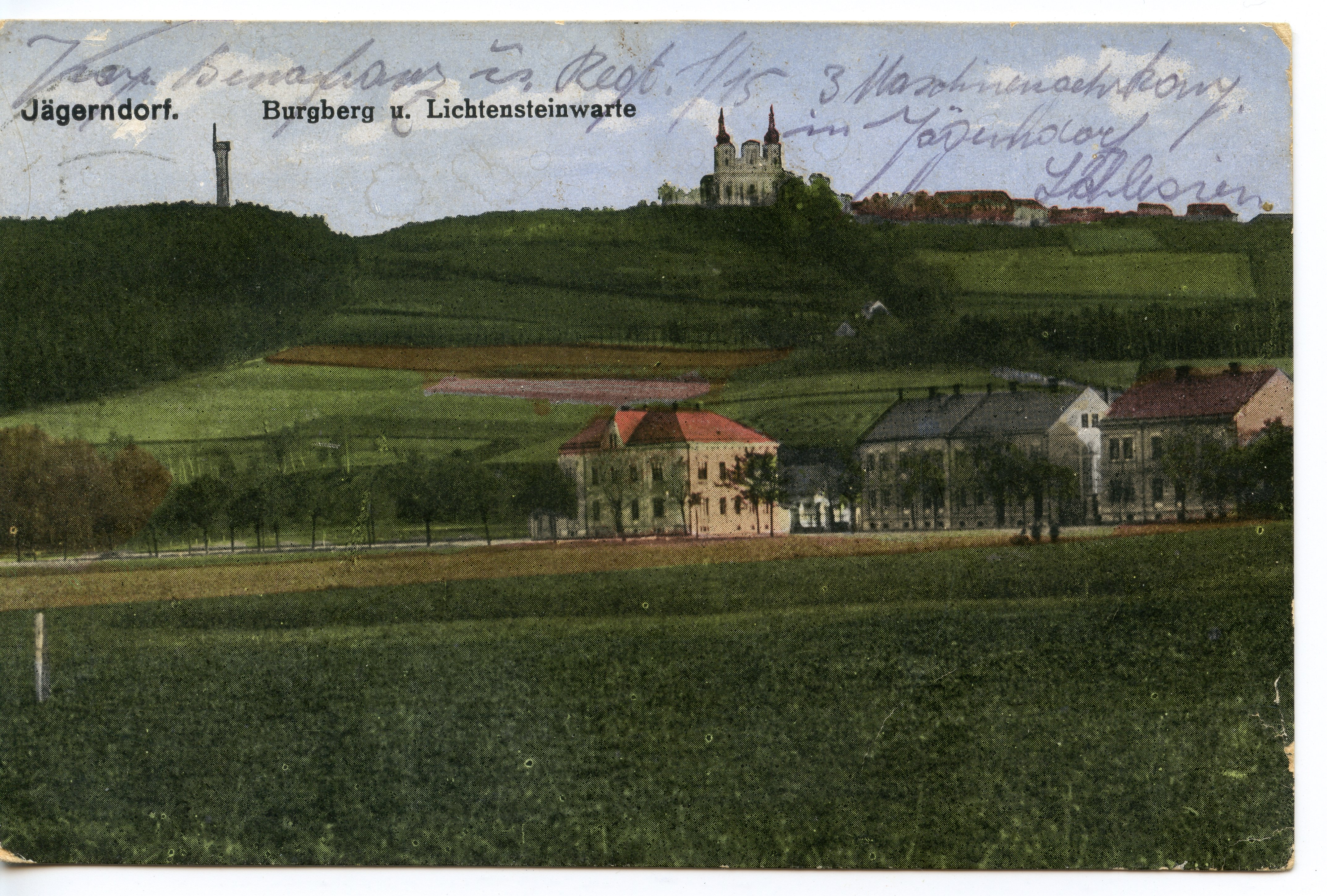
La chiesa dell'Addolorata e dell'Esaltazione della Santa Croce in una cartolina postale del 1913

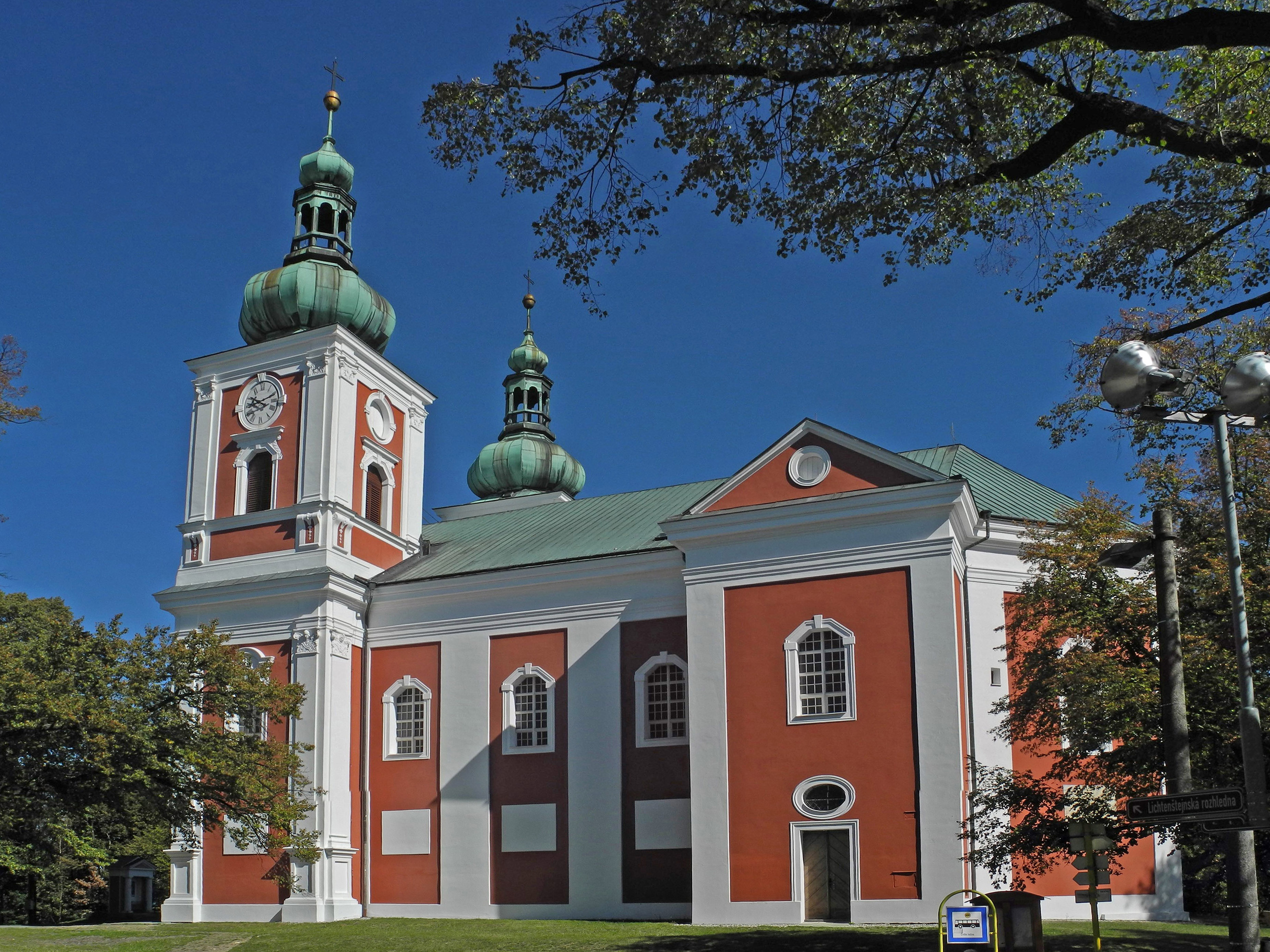
Facciata laterale destra della chiesa

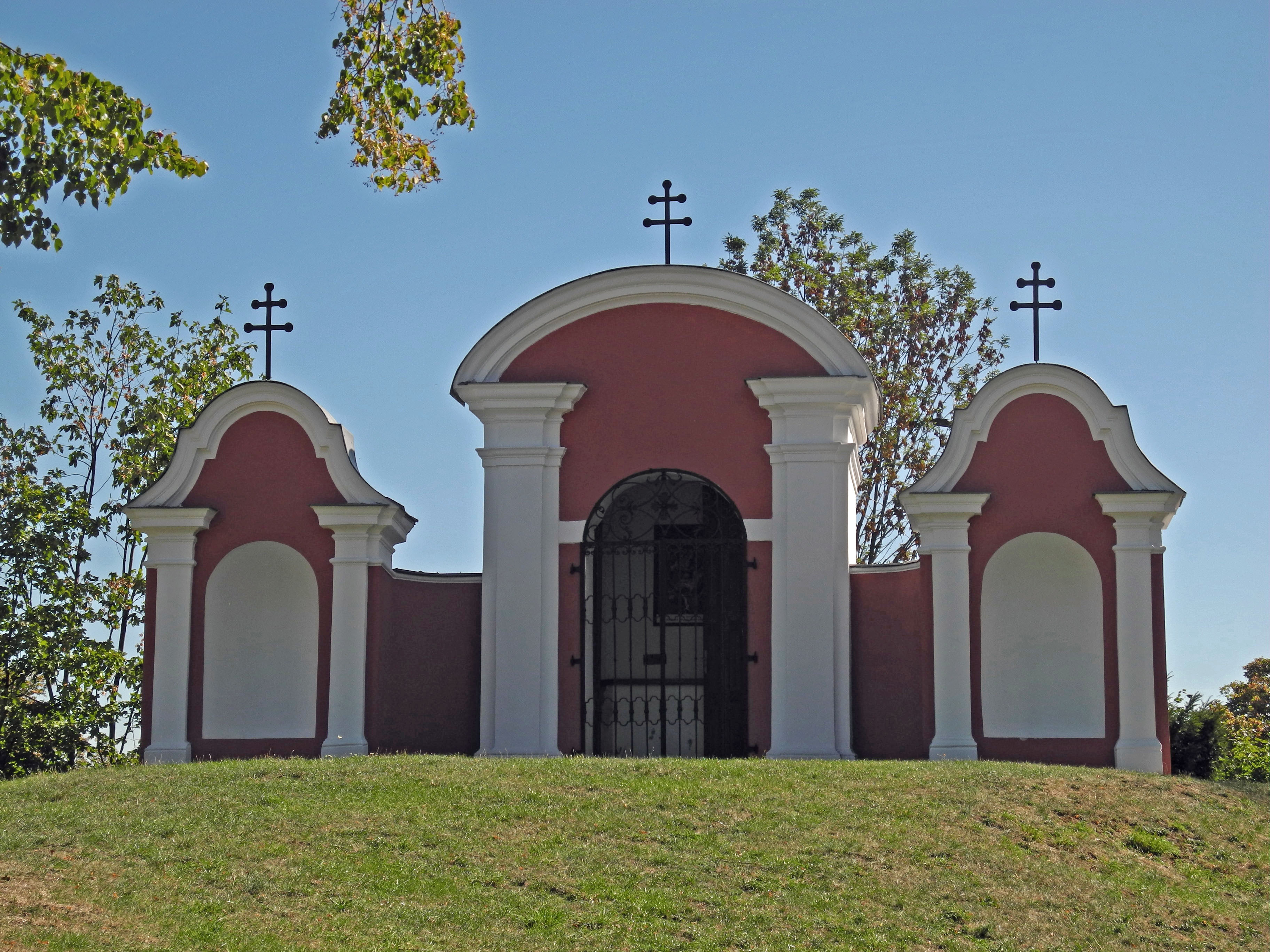
Stazione finale della Via Crucis legata alla chiesa

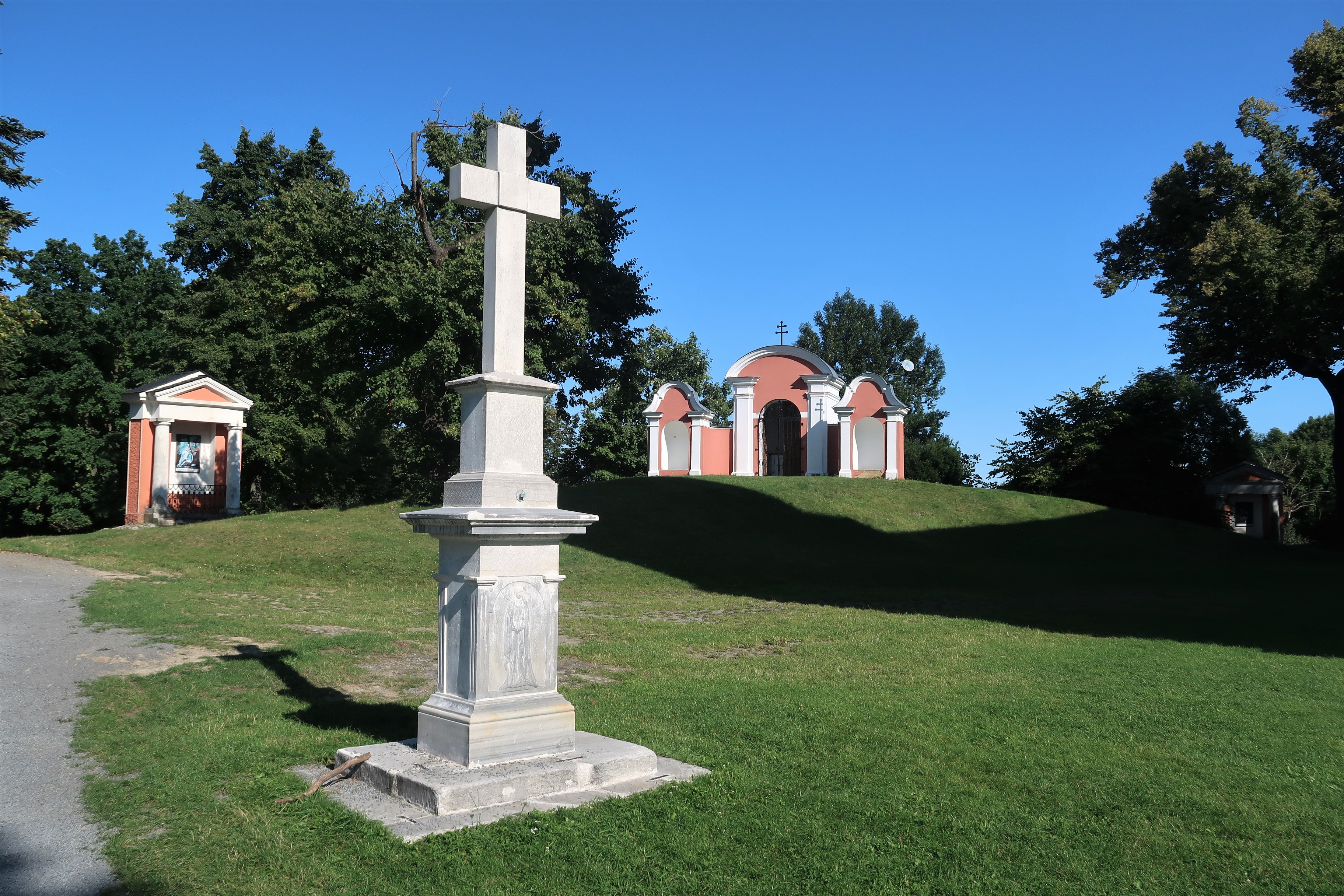
area attorno alla chiesa

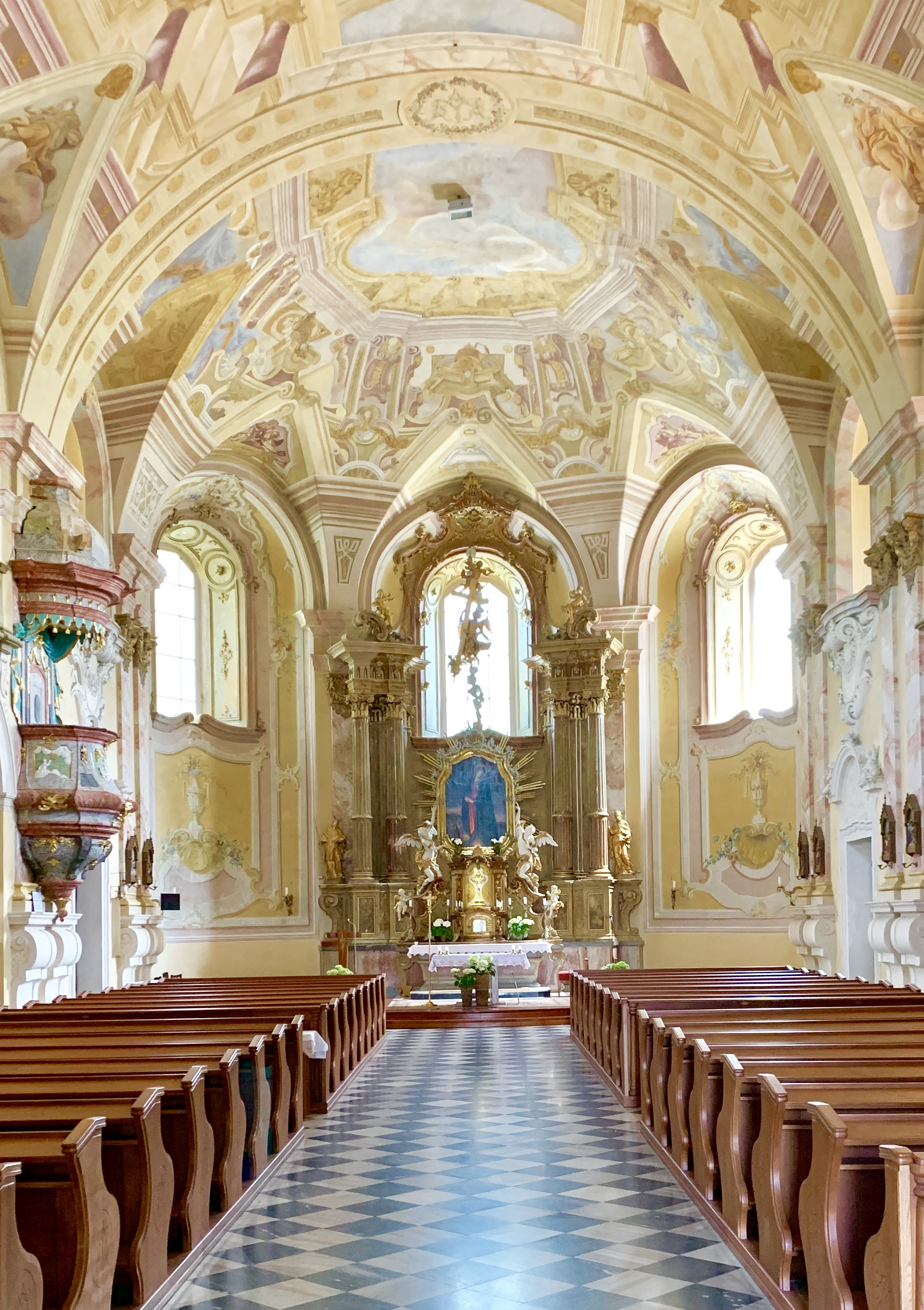
Interno della sala barocca

L'antica storia del luogo di pellegrinaggio risale a leggende popolari che iniziano ai tempi del regno di Venceslao II di Boemia. A brevissima distanza si doveva venerare l'immagine della Vergine Maria dei Dolori, posta su una colonna di legno, e su quel sito si trova ancora una colonna di legno risalente al 1635. Nella prima metà del XIII secolo l'ordine francescano dei minoriti arrivò anche a Krnov. Il fondatore del luogo di pellegrinaggio a Pod Cvilínem fu un membro dell'ordine minoritario, Kornelius Ottweiler, che nel 1684 avviò la costruzione della cappella in legno dedicata alla Santa Croce e alla Vergine Maria dei Sette Dolori. La cappella divenne presto meta di pellegrinaggi di migliaia di credenti. La piccola chiesa in legno non era sufficiente per i grandi afflussi e così, nel 1721 si cominciò a pensare a costruire una grande chiesa in mattoni. Sul sito dell'antica chiesa in legno fu costruita una cappella in mattoni dedicata ai Sette Segreti della tomba di Cristo. La costruzione fu realizzata da Andreas e George Gans, padre e figlio, costruttori di Krnov. La bella decorazione ad affresco è opera del pittore di Brno František Eckstein. Gli arredi interni vennero progressivamente acquisiti grazie a numerose donazioni. Per le torri, alte 54 metri, furono in quel momento fuse le campane.
Sul sito il grande afflusso di fedeli contribuì a far nascere un ostello e una locanda. Nel 1786 la chiesa, per disposizione di Giuseppe II d'Asburgo-Lorena fu chiusa al culto e rischiò di essere demolita. Quattro ricchi cittadini di Krnov la rilevarono e così fu possibile la sua riapertura già nel 1795. Prima di poterla riaprire tuttavia fu necessario costruire la colonia di Mariánské Pole con 18 nuove abitazioni e la chiesa fu aperta anche a questi residenti. Nel 1865 la chiesa venne seriamente danneggiata da un incendio e le campane quasi si fusero per l'enorme temperatura alla quale furono sottoposte. Fortunatamente gli abitanti di Krnov riuscirono a salvare dall'incendio l'organo di František Riegro che era stato costruito solo dieci anni prima e poi venne riparato grazie ad una colletta pubblica. All'inizio degli anni settanta furono costruiti 222 gradini in pietra. L'ordine dei minori rientrò in possesso della chiesa solo nel 1940, in cambio di terreni di cui la città aveva disperatamente bisogno per il suo sviluppo. Gli eventi bellici del 1945 danneggiarono gravemente la chiesa e in particolare il campanile di sinistra venne distrutto da un incendio. Tuttavia la chiesa fu nuovamente restaurata dai minori. Nel 1950 il monastero fu soppresso e poi restaurato nuovamente dopo il 1989 e restituito all'ordine dei minori. Durante il periodo della presenza sovietica la chiesa venne in parte dimenticata e poi passò nuovamente sotto l'amministrazione della diocesi, fino al 1994, quando fu restituita definitivamente all'ordine dei minoriti.

## Descrizione

### Esterni
La chiesa gi pellegrinaggio dell'Addolorata e dell'Esaltazione della Santa Croce si trova su una piccola collina nel quartiere di Pod Cvilínem a Krnov, comune della Regione di Moravia-Slesia in Repubblica Ceca. Posta a circa 437 m sul livello del mare la chiesa di pellegrinaggio barocco appare rossa e bianca, con la facciata caratterizzata dalle due grandi torri campanarie che la delimitano. Nelle vicinanze della chiesa si trova la Via Crucis.

### Interni
La sala barocca è a navata unica. L'immagine che raffigura la Vergine Maria dei Sette Dolori, che è posta sull'altare maggiore, è quella maggiormente legata al pellegrinaggio dei numerosi fedeli che si recano ogni anno al santuario.

### Monumento nazionale culturale della Repubblica Ceca
La tutela dei monumenti della Repubblica Ceca dal 2018 considera la chiesa dell'Addolorata e dell'Esaltazione della Santa Croce di Krnov un monumento culturale nazionale tutelato col numero di catalogo 1000141376. Oggetto di tutela sono la chiesa con le vicine stazioni della Via Crucis.